# NGC 4335
NGC 4335 (другие обозначения — UGC 7455, MCG 10-18-35, ZWG 293.15, PGC 40169) — эллиптическая галактика (E) в созвездии Большая Медведица.
Этот объект входит в число перечисленных в оригинальной редакции «Нового общего каталога».
В галактике вспыхнула сверхновая SN 1955E. Её пиковая видимая звёздная величина составила 16,3.